# Sokhna Golf Club
De Sokhna Golf Club is een golfclub in Egypte.
De golfbaan werd aangelegd door de Little Venice en El Ein Bay Resorts. Er zijn drie 9 holesbanen, de A, B en C-baan.

## Toernooien
| 2013  | 2013                       | 2013          | 2013             | 2013         | 2013  | 2013                                                           |
| Start | Toernooi                   | Tour          | Winnaar          | Score        | Score | Info                                                           |
| ----- | -------------------------- | ------------- | ---------------- | ------------ | ----- | -------------------------------------------------------------- |
| 26-02 | Red Sea El Ein Bay Open    | Alps Tour     | Andrew Cooley po | 69-69-71=209 | -7    | Play-off gewonnen van Michael Stewart uit Schotland            |
| 05-03 | Red Sea Little Venice Open | Alps Tour     | Andrew Cooley po | 70-68-68=206 | -10   | Playoff van 5 holes, gewonnen van Jason Palmer en Tom Shadbolt |
| 19-03 | Red Sea Egyptian Classic   | Pro Golf Tour | Tiago Cruz       | 66-69-69=204 | -12   | Uitslag                                                        |
| 26-03 | Red Sea Ain Sokhna Open    | Pro Golf Tour | Antoine Schwartz | 66-66-69=201 | -15   | Uitslag                                                        |
| 2014  |                            |               |                  |              |       |                                                                |
| 18-02 | Red Sea El Ein Bay Open    | Alps Tour     |                  |              |       |                                                                |
| 24-02 | Red Sea Little Venice Open | Alps Tour     |                  |              |       |                                                                |
| 18-03 | Red Sea Egyptian Classic   | Pro Golf Tour |                  |              |       |                                                                |
| 24-03 | Red Sea Ain Sokhna Open    | Pro Golf Tour |                  |              |       |                                                                |